# Дом дьо Шато-Ландон
Дом Шато-Ландон (на френски: Maison de Château-Landon), също Дом Гатине-Анжу (Maison de Gâtinais-Anjou), известен като Втори дом Анжу, е френска благородническа фамилия.
Прародител на фамилията е Жофроа II дьо Гатине († 1042/45), граф на Гатине и Шато Ландон, чийто наследници са на върха на по-късната английска кралска фамилия Плантагенет. Той се жени 1035 г. за Ерменгарда Анжуйска († 1076) от Първи дом Анжу и така получава Графство Анжу. Неговият внук Фулк V става през 1131 г. чрез женитба крал на Йерусалим, а неговият син Жофроа V Красивия († 1151), също чрез женитба, става херцог на Нормандия и баща на Хенри II, крал на Англия.
Жофроа II има навика да носи на шлема си клонче (лат.: planta genesta, фр.: plante genet), затова получава името Плантагенет, което се поема от наследниците му и става име на династията им.